# Gubazes II
Gubazes II (georgiano: გუბაზ II, griego: Γουβάζης) fue rey de Lázica (la moderna Georgia occidental) desde aproximadamente 541 hasta su asesinato en 555. Fue una de las personalidades centrales de la Guerra Lázica (541-562). Originalmente ascendió al trono como vasallo del Imperio Bizantino, pero las acciones torpes de las autoridades bizantinas lo llevaron a buscar la ayuda del principal rival de Bizancio, la Persia sasánida. Los bizantinos fueron expulsados de Lazica con la ayuda de un ejército persa en el año 541, pero la ocupación persa del país resultó ser peor, y para el año 548, Gubazes estaba pidiendo ayuda a Bizancio. Gubazes siguió siendo un aliado bizantino durante los siguientes años, mientras los dos imperios luchaban por el control de Lazica, con la fortaleza de Petra como punto central de la lucha. Gubazes finalmente se peleó con los generales bizantinos por la infructuosa continuación de la guerra, y fue asesinado por ellos.

## Biografía

### Primeros años
Gubazes era de ascendencia bizantina a través de su madre, Valeriana. El matrimonio de Tzacio con Valeriana parece ser el primer matrimonio registrado entre las elites lázica y bizantina. La costumbre de casarse con mujeres bizantinas, generalmente de la aristocracia senatorial, era común entre la realeza lázica: su tío, el "rey" Opsites (se desconoce cuándo exactamente reinó), se casó con una noble bizantina llamada Theodora. Se sabe que Gubazes tenía un hermano menor, Tzacio, que le sucedió en el trono, y una hermana sin nombre. Gubazes se casó y tuvo hijos, pero no se conoce el nombre de su esposa ni de ninguno de sus descendientes. El nombre del padre de Gubazes no se conoce en los antiguos anales. El profesor Cyril Toumanoff, especialista en historia y genealogía del Cáucaso, ha formulado la hipótesis de que Gubazes era hijo y sucesor directo del rey Tzacio I, y que Opsites, su tío, nunca llegó a gobernar como rey.
Se desconoce la fecha exacta de la llegada de Gubazes, pero no debe haber sido mucho antes del año 541, cuando se le atestigua por primera vez como rey de los lazes. Es muy probable que antes de su ascenso haya vivido varios años en la capital bizantina, Constantinopla, ya que se ha registrado que fue un silenciario, una posición influyente en el palacio imperial; alternativamente, pero menos probable, puede que se le haya dado el título como un nombramiento honorario después de su ascenso.

### Deserción a Persia
Lazica había sido un estado cliente bizantino desde 522, cuando su rey, Tzacio I, rechazó la hegemonía persa. Sin embargo, durante el gobierno del emperador Justiniano I (reinó en 527-565), una serie de medidas bizantinas severas los hicieron impopulares. En particular, el establecimiento de un monopolio comercial por el magister militum (general) Juan Tzibo, que se regulaba desde la recién construida fortaleza de Petra, llevó a Gubazes a buscar una vez más la protección del sah persa, Cosroes I (r. 531-579).
En 540, Cosroes rompió la "Paz Eterna" de 532 e invadió la provincia bizantina de Mesopotamia. En la primavera de 541, Cosroes y sus tropas, dirigidas por guías lazes, marcharon por los pasos de montaña hacia Lazica, donde Gubazes se sometió a él. Los bizantinos bajo el mando de Juan Tzibo resistieron valientemente desde Petra, pero Tzibo fue asesinado, y la fortaleza cayó poco después. Cosroes dejó una guarnición persa en Petra y abandonó el país, pero pronto, los lazis se descontentaban: como cristianos, se resentían al zoroastrismo de los persas, y se vieron muy afectados por el cese del comercio del Mar Negro con Bizancio. El historiador bizantino contemporáneo Procopio de Cesarea informa que Cosroes, que era consciente de la importancia estratégica de Lazica, tenía la intención de reasentar a todo el pueblo lazi y reemplazarlo por persas. Como primer paso, el gobernante persa planeó asesinar a Gubazes. Advertido de las intenciones de Cosroes, Gubazes cambió su lealtad de nuevo a Bizancio.

### Regreso a la lealtad bizantina

El Reino de Lázica y las regiones circundantes en el siglo VI

En 548, el emperador Justiniano envió 8.000 hombres bajo Dagisteo, que junto con una fuerza lazica sitiaron la guarnición persa en Petra. Como los persas estaban bien aprovisionados, el asedio se prolongó. Dagisteo había descuidado la vigilancia de los pasos de montaña que conducían a Lazica, y una fuerza de socorro persa mucho más grande bajo Mihr-Mihroe llegó y levantó el asedio. Sin embargo, los persas carecían de suficientes suministros, y así, después de reforzar la guarnición de Petra y dejar a otros 5.000 hombres bajo el mando de Fabrizo para asegurar sus rutas de suministro, Mihr-Mihroe se marchó. En la primavera del año siguiente, Gubazes y Dagisteo combinaron sus fuerzas, destruyeron el ejército de Fabrizo en un ataque sorpresa y persiguieron a los supervivientes hasta la Iberia caucásica. En el mismo verano, obtuvieron otra victoria contra un nuevo ejército persa liderado por los corianos. Sin embargo, los aliados no lograron impedir que otro ejército persa reforzara a Petra, y Dagisteo fue retirado y sustituido por Besas.
En el 550, una revuelta pro-persa estalló entre los abasios, un pueblo que era vecino de Lázica al norte. Esto dio la oportunidad a un noble lázico de alto rango llamado Terdetes, que se había peleado con Gubazes, de traicionar a los persas Tzibile, un importante fuerte en la tierra de los Apsili, una tribu bajo el protectorado lázico. Los Apsili retomaron el fuerte, pero se negaron a aceptar el gobierno de Lazic hasta que el general bizantino Juan Guzes los persuadió de hacerlo. En 551, los bizantinos finalmente tomaron y arrasaron Petra, pero un nuevo ejército bajo Mihr-Mihroe pudo establecer el control persa sobre la parte oriental de Lázica. Las fuerzas bizantinas en Lázica se retiraron hacia el oeste hasta la desembocadura del Fasis, mientras que los Lazi, incluyendo a Gubazes y su familia, buscaron refugio en las montañas. A pesar de soportar duras condiciones en el invierno de 551/552, Gubazes rechazó las ofertas de paz transmitidas por los enviados de Mihr-Mihroe. En 552, los persas recibieron importantes refuerzos, pero sus ataques a las fortalezas de los bizantinos y los lazis fueron rechazados.

### Muerte
Durante los dos años siguientes, los bizantinos aumentaron sus fuerzas en Lázica, pero no lograron un éxito decisivo; Gubazes se peleó con sus generales y escribió al emperador Justiniano acusándolos de incompetencia tras una derrota ante los persas. Bessas fue llamado a filas, pero los otros dos, Martín y el sacelario Rústico, decidieron deshacerse de Gubazes. Enviaron un mensaje a Constantinopla acusando a Gubazes de tratar con los persas. El emperador Justiniano, con la intención de interrogar al propio Gubazes, autorizó a los dos generales a arrestarlo, usando la fuerza si fuera necesario. Los dos generales bizantinos entonces (en septiembre u octubre de 555) invitaron a Gubazes a observar el asedio de un fuerte controlado por los persas, pero cuando se encontraron, Juan, el hermano de Rusticus, apuñaló al rey con su daga. Gubazes cayó de su caballo, y uno de los sirvientes de Rústico le dio el golpe final.
Después del asesinato de Gubazes, los Lazi dejaron de participar en las operaciones contra los persas durante un tiempo, lo que llevó al fracaso de un ataque bizantino contra el fuerte de Onoguris. Una asamblea del pueblo Lazi informó al emperador Justiniano de los acontecimientos, solicitó que se iniciara una investigación y pidió que el hermano menor de Gubazes, Tzath, que en ese momento residía en Constantinopla, fuera confirmado como su nuevo gobernante. El emperador bizantino accedió a sus peticiones: un "senador líder" llamado Atanasio (quizás el ex prefecto del pretorio del mismo nombre) fue enviado a investigar el asesinato de Gubazes, y Tzacio fue enviado a asumir el trono lázico. La investigación de Atanasio despejó a Gubazes de cualquier sospecha de traición; Rusticus y su hermano Juan fueron encontrados culpables y ejecutados en el otoño de 556, pero Martín fue simplemente destituido de su cargo.